# 白沙澫街道
白沙澫街道，是中华人民共和国广西壮族自治区防城港市港口区下辖的一个乡镇级行政单位。

## 行政区划
白沙澫街道下辖以下地区：
沙万社区、插排尾社区、仙人湾社区和兴港社区。